# Медаль Лайеля
Медаль Лайеля  (англ. Lyell Medal) — ежегодная научная награда Геологического общества Лондона (англ. Geological Society of London) за выдающиеся достижения в области геологии.

## Статус медали
Медаль Уильяма Смита, Медаль Лайеля и Медаль Мурчисона Геологического общества Лондона имеют одинаковый статус и присуждаются за выдающиеся достижения в области геологических наук.

## История
Медаль названа в честь английского геолога Чарлза Лайеля (1797—1875), основоположника современной геологии и, по определению ЭСБЕ, «одного из самых выдающихся учёных XIX столетия».

## Список награждённых
Ниже приводится список награждённых:

### XIX век
- 1876: Джон Моррис[англ.]
- 1877: Джеймс Гектор
- 1878: George Busk[англ.]
- 1879: Edmond Hebert[англ.]
- 1880: Джон Эванс
- 1881: Джон Уильям Доусон
- 1882: John Lycett
- 1883: Уильям Бенджамин Карпентер
- 1884: Джозеф Лейди
- 1885: Гарри Говир Сили
- 1886: William Pengelly[англ.]
- 1887: Samuel Allport[англ.]
- 1888: Генри Аллейн Николсон
- 1889: Уильям Бойд Докинс
- 1890: Томас Руперт Джонс
- 1891: Thomas McKenny Hughes[англ.]
- 1892: George Highfield Morton
- 1893: Edwin Tulley Newton[англ.]
- 1894: John Milne[англ.]
- 1895: John Frederick Blake[англ.]
- 1896: Артур Смит Вудвард
- 1897: George Jennings Hinde[англ.]
- 1898: Вильгельм Генрих Вааген
- 1899: Charles Alexander McMahon

### XX век
- 1900: John Edward Marr[англ.]
- 1901: Ramsay Heatley Traquair[англ.]
- 1902: Антонин Фрич
- 1902: Ричард Лидеккер
- 1903: Frederick William Rudler
- 1904: Альфред Габриель Натгорст
- 1905: Hans Henrik Reusch[англ.]
- 1906: Frank Dawson Adams[англ.]
- 1907: (John) Joseph Frederick Whiteaves[англ.]
- 1908: Richard Dixon Oldham[англ.]
- 1909: Percy Fry Kendall[англ.]
- 1910: Arthur Vaughan
- 1911: Francis Arthur Bather[англ.]
- 1911: Arthur Walton Rowe
- 1912: Philip Lake
- 1913: Sydney Savory Buckman
- 1914: Charles Stewart Middlemiss[англ.]
- 1915: Edmund Johnston Garwood[англ.]
- 1916: Charles William Andrews[англ.]
- 1917: Wheelton Hind
- 1918: Henry Woods[англ.]
- 1919: William Fraser Hume[англ.]
- 1920: Edward Greenly[англ.]
- 1921: Эммануэль де Маржери
- 1922: Charles Davison[англ.]
- 1923: Gustave Frederic Dollfus[англ.]
- 1924: William Wickham King[англ.]
- 1925: John Frederick Norman Green[англ.]
- 1926: Owen Thomas Jones[англ.]
- 1927: Albert Ernest Kitson[англ.]
- 1928: Sidney Hugh Reynolds
- 1928: William Dickson Lang[англ.]
- 1929: Arthur Morley Davies[англ.]
- 1930: Frederick Chapman[англ.]
- 1930: Herbert Brantwood Maufe
- 1931: Ernest Clayton Andrews[англ.]
- 1932: Henry Dewey
- 1932: Мария Матильда Огилви-Гордон
- 1933: James Ernest Richey
- 1934: Walter Howchin[англ.]
- 1934: Frank Lorimer Kitchin
- 1935: Дэвид Мередит Сирс Уотсон
- 1936: Eleanor Mary Reid[англ.]
- 1936: Leonard Johnston Wills[англ.]
- 1937: Linsdall Richardson
- 1938: John Pringle
- 1939: William Noel Benson[англ.]
- 1940: Herbert Leader Hawkins[англ.]
- 1941: Ernest Sheppard Pinfold
- 1942: William Sawney Bisat[англ.]
- 1943: Darashaw Nosherwan Wadia[англ.]
- 1944: Norman Ross Junner
- 1945: Leonard Frank Spath[англ.]
- 1946: Robert Heron Rastall
- 1947: Stanley Smith[англ.]
- 1948: Arthur Hubert Cox
- 1949: William Joscelyn Arkell[англ.]
- 1950: Samuel James Shand
- 1951: William Dixon West
- 1952: Alfred Kingsley Wells
- 1953: Oliver Meredith Boone Bulman[англ.]
- 1954: John Baird Simpson[англ.]
- 1955: Wilfred Norman Edwards[англ.]
- 1956: Leslie Reginald Cox[англ.]
- 1957: Stephen Henry Straw
- 1958: Helen Marguerite Muir-Wood[англ.]
- 1959: David Williams
- 1960: Doris Livesey Reynolds[англ.]
- 1961: John Vernon Harrison[англ.]
- 1962: Lawrence Rickard Wager[англ.]
- 1963: Thomas Neville George[англ.]
- 1964: Dorothy Hill[англ.]
- 1965: Charles Findlay Davidson[англ.]
- 1966: Сергей Иванович Томкеев
- 1967: William Quarrier Kennedy
- 1968: Maurice Black
- 1969: Francis John Turner[англ.]
- 1970: Frederick Henry Stewart[англ.]
- 1971: Percival Allen[англ.]
- 1972: Alec Westley Skempton[англ.]
- 1973: Janet Vida Watson[англ.]
- 1974: Martin Fritz Glaessner[англ.]
- 1975: Dorothy Helen Rayner[англ.]
- 1976: Уолтер Брайан Харланд
- 1977: Bernard Elgey Leake[англ.]
- 1978: Robin Gilbert Charles Bathurst
- 1979: Derek Victor Ager
- 1980: John Robert Lawrence Allen[англ.]
- 1981: William Stuart McKerrow
- 1982: George Patrick Leonard Walker[англ.]
- 1983: Джон Фредерик Дьюи
- 1984: Douglas James Shearman
- 1985: John Douglas Hudson
- 1986: Harry Blackmore Whittington[англ.]
- 1987: Николас Шеклтон
- 1988: Richard Gilbert West[англ.]
- 1989: John Michael «Jake» Hancock[англ.]
- 1990: Anthony Hallam[англ.]
- 1991: John Imbrie[англ.]
- 1992: Alfred G Fischer
- 1993: Michael Robert Leeder
- 1994: William Gilbert Chaloner[англ.]
- 1995: Robert Keith O’Nions[англ.]
- 1996: Richard Allen Fortey[англ.]
- 1997: Richard Barrie Rickards[англ.]
- 1998: Саймон Конвей-Моррис
- 1999: Ernest Henry Rutter

### XXI век
- 2000: Дерек Бриггс
- 2001: Paul Tapponnier
- 2002: Andrew Smith
- 2003: Генри Эльдерфилд[англ.]
- 2004: Дианн Эдвардс
- 2005: Майкл Джеймс Бентон[англ.]
- 2006: Джеффри Боултон[англ.]
- 2007: Phillip Allen
- 2008: Alan Gilbert Smith
- 2009: Ник Маккейв[англ.]
- 2010: Уильям Руддиман[англ.]
- 2011: Christopher Paola
- 2012: Eric Wolff[англ.][4]
- 2013: Paula Reimer
- 2014: Мартин Бразир[англ.]
- 2015: Colin Ballantyne
- 2016: John R. Underhill[англ.]
- 2017: Rosalind Rickaby
- 2018: Julian A. Dowdeswell[англ.][5]
- 2019 Nicholas Kusznir[англ.]
- 2020 Rachel Wood[англ.]
- 2021 Nicholas White[англ.]
- 2022 William B. F. Ryan[англ.]
- 2023 Peter Clift[англ.]
- 2024 Lynne Frostick[англ.]